# Ахмедов, Эльхан Гардашхан оглы
Эльхан Гардашхан оглы Ахмедов (азерб. Əhmədov Elxan Qardaşxan oğlu; 2 июля 1993, Баку) — азербайджанский футболист, вратарь.

## Клубная карьера
Профессиональную карьеру футболиста начал в 2011 году с выступления в клубе Первого Дивизиона Азербайджана — ФК «Локомотив-Баладжары». В 2012 году переходит в состав клуба Премьер-лиги ФК «Баку», где вначале выступает за дублёров, а в 2013 году переходит в основной состав бакинцев. Проведя в сезоне 2013/2014 годов за основной состав 7 игр, пропустил в свои ворота 8 мячей.

### Чемпионат
Статистика выступлений в чемпионате Азербайджана по сезонам:
| № | Сезон       | Клуб                  | Игр | Голов | В запасе |
| - | ----------- | --------------------- | --- | ----- | -------- |
| 1 | 2011 / 2012 | «Локомотив-Баладжары» | ?   | ?     | ?        |
| 2 | 2012 / 2013 | «Баку»                | 0   | 0     | 4        |
| 3 | 2013 / 2014 | «Баку»                | 7   | 0     | 0        |
| 4 | 2014 / 2015 | «Баку»                | 0   | 0     | 0        |
| 5 | 2015 / 2016 | «Миль-Мугань»         | ?   | ?     | ?        |
| 6 | 2016 / 2017 | «Миль-Мугань»         | ?   | ?     | ?        |
| 7 | 2017 / 2018 | «Сабаил»              | 4   | -6    | 23       |
| 8 | 2018 / 2019 | «Сабаил»              | 4   | -10   | 24       |
| 9 | 2019 / 2020 | «Сабаил»              | 0   | 0     | 16       |

### Кубок
Статистика выступлений в Кубке Азербайджана по сезонам:
| № | Сезон       | Клуб                  | Игр | Голов |
| - | ----------- | --------------------- | --- | ----- |
| 1 | 2011 / 2012 | «Локомотив-Баладжары» | 1   | -2    |
| 2 | 2013 / 2014 | «Баку»                | 1   | 0     |
| 3 | 2014 / 2015 | «Баку»                | 1   | 0     |
| 4 | 2015 / 2016 | «Баку»                | 1   | 0     |
| 5 | 2017 / 2018 | «Сабаил»              | 1   | -1    |
| 6 | 2018 / 2019 | «Сабаил»              | 1   | -1    |
| 7 | 2019 / 2020 | «Сабаил»              | 0   | 0     |